# Toddyspexarna
Toddyspexarna, grundade 1895, är en ideell förening och spexensemble i Lund i samarbete med Akademiska Föreningen. Ursprungligen grundat som ett spex för läkarstudenter är föreningen nu öppen för alla studenter vid Lunds Universitet, men alltjämt med traditioner rotade i tiden som medicinspex.

## Historik
Toddyspexarna har satt upp spex och några revyer i Akademiska Föreningens Stora Sal sedan 1895. Av tradition har Toddyspexarna uppsättning i mars, och till hösten har man återuppsättning med en turné till Ystads Teater, en tradition som stått sig sedan 1979.
Premiären på årets spex sker en fredag i slutet av mars eller början av april. På lördagen framförs spexet för dinerande publik på Dies Toddyum Magna (Den Stora Toddydagen), en dag full av märkliga upptåg i Lundagård. Vart annat år sätts nyskrivna spex upp, för att varvas med äldre spexklassiker. 
Toddyspexarna finns även representerade på skiva. I samband med 100-årsjubileet spelades en CD in med ett urval kupletter från 1985 och framåt. År 2004 utgav Toddyspexarna en skiva igen med kupletter från åren 1997–2003.
Toddyspexarna var tidigare en del av Toddydagsutskottet, men valde 2004 att lämna Medicinska Föreningen för att bli en fristående förening.
Fram till och med 2010 var scengruppen helt manlig. Till 2011 års föreställning, J. Edgar Hoover, bröt man dock denna långlivade tradition genom att även låta kvinnor stå på scenen. 

## Toddyspex genom tiderna
- 2025 Rasputin
- 2024 Ingenjör Andrée
- 2023 Oxenstierna
- 2022 Dalai Lama
- 2021 Al Capone
- 2020 Al Capone (Inställt)
- 2019 Vasco da Gama
- 2018 Picasso
- 2017 Drottningen av Saba
- 2016 Sigmund Freud
- 2015 Pablo Escobar
- 2014 Dalai Lama
- 2013 Mona Lisa
- 2012 Rasputin
- 2011 J. Edgar Hoover
- 2010 Al Capone
- 2009 Jurij Gagarin
- 2008 Sigmund Freud
- 2007 La Cosa Nostra
- 2006 Shaka Zulu (Omarbetat karnevalsspex)
- 2005 Francis Drake
- 2004 Dalai Lama
- 2003 Klondike
- 2002 Picasso
- 2001 Al Capone
- 2000 Kung Arthur
- 1999 Rasputin
- 1998 Andrée
- 1997 Dalai Lama
- 1996 Picasso
- 1995 Al Capone
- 1994 Heliga Birgitta
- 1993 Sigmund Freud
- 1992 Lili Marlene
- 1991 Dalai Lama
- 1990 Bellman
- 1989 Mästerbryggaren
- 1988 Julius Caesar
- 1987 Ringaren
- 1986 Stålmannen
- 1985 Utvandrarna
- 1984 Dalai Lama
- 1983 Sigmund Freud
- 1982 Leonardo da Vinci
- 1981 Ringaren
- 1980 Al Capone
- 1979 Rasputin
- 1978 Montenegro eller Halkan i Balkan
- 1977 Kristina eller När vi gjorde en tavla
- 1976 Katarina av Medici
- 1975 Den Felande Länken
- 1970-1974 Toddydagsföreställningar av medicinarspexet från Göteborg
- 1969 Martin Luther
- 1968 Al Capone
- 1967 Den felande länken
- 1966 Cirkus Medicus -revy
- 1965 Cirkus Medicus -revy
- 1964 Mona Lisa
- 1963 Al Capone
- 1962 Martin Luther
- 1961 Marie Antoinette
- 1960 Det gamla spelet om en far
- 1959 Rödluvan
- 1957 Kungsvattnet
- 1956 The Doc goes West
- 1955 Mohammed
- 1954 Sancta Birgitta
- 1953 Toddydagsrevy
- 1952 Toddydagsrevy
- 1951 Toddydagsrevy
- 1950 Kapten Blood
- 1949 Medicina Comedia -revy
- 1948 Pharmacorevya Lundense -revy (Marie Antoinette?)
- 1947 Den felande länken
- 1946 Journal -revy
- 1945 Jubileumsrevy/Marie Antoinette
- 1944 Vår epikris -revy
- 1943 Väringar i Miklagård
- 1942 Efter vinter kommer vår revy
- 1941 Mohrens sista suck (Uppsalaspex?)
- 1939 Lokes Död
- 1938 Oidipus
- 1937 Den Felande Länken
- 1936 A Toddynights Dream -revy
- 1935 Vårsprutan
- 1934 I den härliga vårsolens glans -revy
- 1933 Columbus (Toddydagsrevy?)
- 1932 Toddydag -sketch (Salomos dom?)
- 1931 Susanna i Badet
- 1930 Korstågsolyckan
- 1929 Åtrå eller otro
- 1928 Salomos Dom
- 1927 General Bonaparte
- 1926 Katarina av Medici
- 1925 Esculaparis
- 1924 Den Felande Länken
- 1923 Cesare Borgia
- 1922 Kristian Tyrann
- 1921 Dr Faust
- 1920 Sankta Birgitta
- 1919 Väringar i Miklagård
- 1917 Susanna i badet
- 1916 Cesare Borgia
- 1915 Färoyar
- 1914 Nero
- 1913 Theiophilos
- 1911 Quantum sufficit
- 1907 Termostatens hemlighet
- 1904 As-kungens ungar
- 1903 Vena Non-umbicalis
- 1902 Hin och Småländskan eller Sanitetspapperet
- 1901 Ledmusen
- 1900 Riddar Blålera
- 1899 Det svarta fåret
- 1898 Gluteus i öfverjorden eller Kärlek och Patologi
- 1897 Per Salubrinus Håkman
- 1896 Ramon y Cajal eller Pseudomördaren
- 1895 Gengangeren eller Toddy och salubrin eller Den privata hygienen

## Diskografi
- Dal Capone, Al Capone: 10 år med Toddyspexarna, inspelat i The End Studios (2021)
- Vi spelar och sjunger, inspelad i The End Studios (TRC03) (2004)
- Toddy Gold, inspelat i Berno studio (Malmö) samt Palaestra (Lund) (TRC02) (1996)
- Toddyspexarna – levande, inspelat live i Stora salen, Akademiska Föreningen, Lund (TRC01) (1986)